# Unidades de superficie

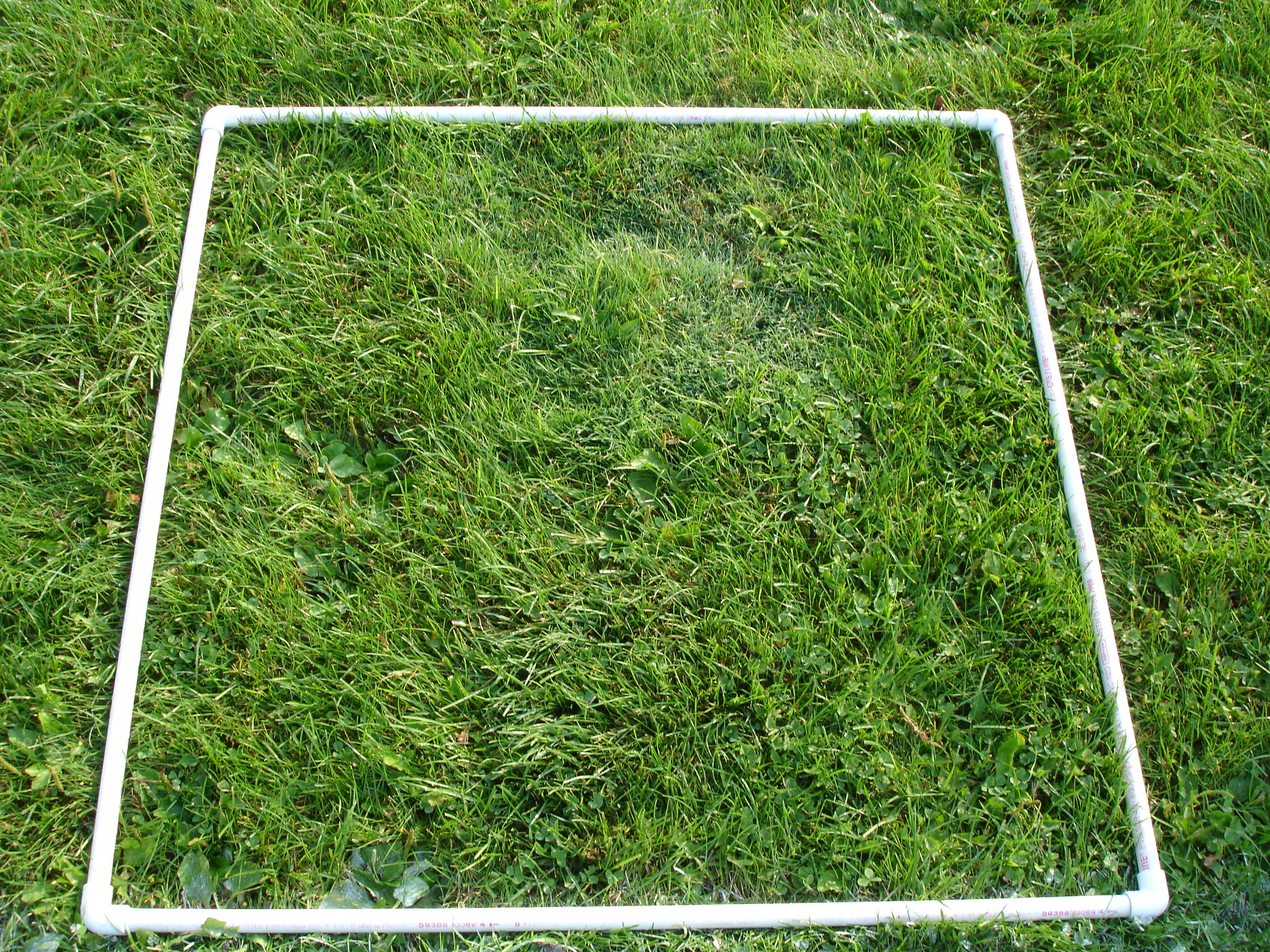
Metro cuadrado de pasto

Las unidades de superficie son patrones establecidos mediante convención para facilitar el intercambio de datos de mediciones de la superficie, área o extensión de un objeto, terreno o figura geométrica. 
La medición es la técnica mediante la cual asignamos un número a una propiedad física, como resultado de comparar dicha propiedad con otra similar tomada como patrón, la cual se adopta como unidad. La medida de una superficie da lugar a dos cantidades diferentes si se emplean distintas unidades de medida. Así, surgió la necesidad de establecer una unidad de medida única para cada magnitud, de modo que la información fuese fácilmente comprendidas

## Sistema Internacional de Unidades
Unidad básica:
- Metro cuadrado.

Múltiplos:
- Decámetro cuadrado
- Hectárea.
- Kilómetro cuadrado.

Submúltiplos:
- Decímetro cuadrado.
- Centímetro cuadrado.
- Milímetro cuadrado.

## Otras unidades de superficie
- Acre, usada en agricultura en varios países.
- Barn o Granero (usado en física nuclear).
- Cahizada
- Centiárea (no oficial en el SI).
- Codo real egipcio
- Cuerda: Unidad de superficie equivalente a 1 fanega o a 0,39 hectáreas.[1]
- Dunam métrico (no oficial en el SI).
- Estaca: Unidad de superficie para concesiones mineras
- Homestead
- Łan, antigua medida polaca.
- Morgen, antigua medida usada en el norte de Europa.
- Tahúlla, antigua medida usada en el Reino de Murcia.
- Yarda cuadrada
- Yugada